# 魯賓遜鎮區 (伊利諾伊州克勞福德縣)
魯賓遜鎮區（英語：Robinson Township）是位於美國伊利諾伊州克勞福德縣的一個行政鎮區。

## 地方資料
根據2010年美國人口普查的數據，魯賓遜鎮區的面積為148.80平方千米，當中陸地面積為148.20平方千米，而水域面積為0.60平方千米。當地共有人口9710人，而人口密度為每平方千米65.26人。